# Autorretrato em uma espineta
Autorretrato em uma Espineta é uma pintura a óleo sobre tela da artista italiana Sofonisba Anguissola, datada de c. 1555. Encontra-se no Museu de Capodimonte, em Nápoles.
Fazia parte da coleção do cardeal Fúlvio Orsini, que passou para Odoardo Farnese em 1600. A coleção de Orsini também incluía a Partita de Anguissola e dois desenhos dela.

## Descrição e Análise
Autorretrato em uma Espineta constitui um marco significativo na construção da identidade artística e social da pintora, uma das mais notáveis mulheres artistas do Renascimento italiano. Nesta obra, Anguissola se retrata ao teclado de uma espineta, um instrumento musical que, no contexto da época, era mais que um simples objeto doméstico: simbolizava virtude, disciplina intelectual e refinamento moral.
A composição apresenta Anguissola com trajes discretos e elegantes, em um ambiente contido, reforçando os valores de modéstia e decoro que eram exigidos das mulheres — especialmente das que ambicionavam reconhecimento público como artistas. A sua expressão, no entanto, vai além da afabilidade formal: o olhar sereno e direto, dirigido ao espectador, denota consciência de si, controle sobre sua imagem e uma sutil afirmação de autoridade.
A escolha do ato de tocar música não é acidental. A música, na iconografia renascentista, era um atributo de civilidade e formação, sobretudo associado à nobreza e às mulheres de elite. Ao se autorrepresentar nesse contexto, Anguissola articula um discurso visual sofisticado que une virtude e talento, ampliando a aceitação social de sua condição de mulher artista em uma época que restringia drasticamente a presença feminina no circuito profissional da pintura.
Além disso, o autorretrato revela a maestria de Anguissola no uso da luz suave, que modela o rosto e as mãos com sutileza, e no tratamento das texturas — do tecido ao instrumento —, consolidando sua reputação de virtuosismo técnico. Essa atenção meticulosa aos detalhes, em especial às mãos, era uma marca registrada da artista, e servia como uma metáfora visual para a própria habilidade manual que define o trabalho do pintor.
Não menos relevante é a forma como Anguissola constrói seu autorretrato em diálogo com os ideais humanistas da época, que valorizavam a autoformação, a inteligência e o controle moral. Ela não apenas exibe um atributo tradicionalmente "feminino" como a música, mas o incorpora como extensão de sua capacidade intelectual e artística, o que faz do quadro não um simples retrato doméstico, mas uma estratégia deliberada de inserção e afirmação em um espaço de prestígio cultural predominantemente masculino.